# Active Server Pages
ASP (англ. Active Server Pages — «активные серверные страницы») — технология, предложенная компанией Microsoft в 1997 году для создания Web-приложений. Эта технология основана на внедрении в обыкновенные веб-страницы специальных элементов управления, допускающих программное управление.
По своей сути, ASP — это технология динамического создания страниц на стороне сервера, приблизившая проектирование и реализацию Web-приложений к той модели, по которой проектируются и реализуются обычные приложения.
Для реализации приложений ASP используются языки сценариев (VBScript или JScript). Также допускается применение COM-компонентов.
Технология ASP разработана для операционных систем из семейства Windows NT и функционирует под управлением веб-сервера Microsoft IIS.
Технология ASP получила своё развитие в виде ASP.NET — технологии создания веб-приложений, основанной уже на платформе Microsoft .NET.

## Синтаксис
Страница на ASP — это обычная страница HTML, со вставками, обозначенными ограничителями <% и %>:
```
<%
   Response.write "Hello World!"
%>
```

То что находится внутри ограничителей — это текст программы, интерпретируемый при запросе страницы. VBScript является языком по умолчанию, хотя возможно использование и JScript (или любого другого языка, если установлен соответствующий интерпретатор):
```
<% @ Language = "JScript" %><%
  Response.Write("Hello World!");
%>
```

## Версии
ASP в своём развитии прошёл через несколько версий:
- ASP 1.0 (распространяется с IIS 3.0) в декабре 1996 года.
- ASP 2.0 (распространяется с IIS 4.0) в сентябре 1997 года.
- ASP 3.0 (распространяется с IIS 5.0) в ноябре 2000 года.

## Apache::ASP
- Apache::ASP (англ.) предоставляет функциональность ASP на основе веб-сервера Apache, со скриптами на основе Perl.

## ASP в Sambar Server
Сервер Sambar Server имеет собственную реализацию ASP, которая использует язык CScript в качестве языка программных вставок.
```
<%
  printf("Hello World!");
%>
```

## Примерные аналоги
mod_php и mod_perl

## Достоинства и недостатки
Язык VBScript, обычно используемый в ASP, имеет менее удобный синтаксис, чем другие языки, например, язык PHP. JScript лишён этого недостатка, но имеет другой, более серьёзный — неприятную обработку типов данных OLE Automation, что приводит к скрытым, трудным в обнаружении ошибками.
Однако ASP может использовать очень хороший набор классов для работы с SQL базами данных — ADO, который примерно аналогичен Perl DBI и куда лучше, чем вызовы mysql_xxx в PHP.
Производительность интерпретатора VBScript значительно выше, чем PHP.
Кроме того, ASP поддерживает объекты Session и Application, с которыми в PHP/Apache 1.x традиционно есть сложности, связанные с архитектурой.
Тем не менее, объект Session ныне считается не удовлетворяющим требованиям безопасности, и вместо него используют один огромный cookie, и передают туда-обратно между клиентом и сервером. Это реализуемо в PHP, например используется в phpBB и его коммерческом деривативе vBulletin.

## Замена
В настоящее время для замены ASP используется технология ASP.NET.